# Gérome Barry
Gérome Barry est un réalisateur, scénariste, producteur et acteur français.

## Biographie
Gérome Barry étudie les sciences politiques à l’Institut d'études politiques de Toulouse (promo 2007), puis entre à la Fémis où il étudie la production de films. Il produit notamment les courts métrages Diagonale du vide de Hubert Charuel et Les Murs de Marion Desseigne Ravel.
Il réalise plusieurs courts métrages, qui sont sélectionnés et primés dans des festivals internationaux, et sont diffusés à la télévision ,,. Son premier long métrage, Swing Rendez-vous, distribué par Épicentre films, sortira sur les écrans le 11 janvier 2023.
Son univers s’inspire du cinéma de Jacques Tati ou de Michel Gondry,, mais aussi de l’âge d’or des comédies musicales et de Jacques Demy. Les bandes originales de ses films sont toutes composées par le jazzman Giovanni Mirabassi.
Gérome a illustré son premier livre pour enfants, The Dog Who Wanted to Be a Butterfly de Heather Sanderson en 2025.

## Réception critique
Ses courts métrages ont attiré l'attention de la presse, qui a cité son travail en ces termes :
« Des saynètes bidonnantes d’inventivité (…) pour ce transfuge de la Fémis, disciple de Jacques Tati et de Michel Gondry, et collaborateur occasionnel d’Emmanuel Mouret, en attendant de pouvoir défendre son premier long métrage, la comédie musicale Swing Rendez-vous » (Libération, 27 février 2021)
« Des voyages extraordinaires et hilarants (…) campant un personnage ahuri à la Jacques Tati » (Le Monde, 6 février 2021)
« Un délire hilarant » (Le Parisien, 7 novembre 2020)
« On retrouve ce goût du jeu et de la fantaisie dans les petits films hilarants de Gérome Barry » (La Croix, 1er mars 2021)
« Formé à la Fémis à Paris, il semble aussi à l’aise dans la réalisation que dans le jeu et dans l’animation. (…) Drôle, malin, brillant : de quoi vous redonner la pêche » (Le Soir, Belgique, 27 janvier 2021)

« Gérome Barry dont les films hilarants (…) ne rappellent rien de moins que le génie fauché des débuts du muet » (La Libre, Belgique, 27 janvier 2021)

## Filmographie

### Réalisateur[18]

#### Long métrage
- 2021 : Swing Rendez-vous[19]

#### Court métrage
- 2020 : Je me lève du bon pied[20],[21]
- 2016 : Suicide Express[22],[23]
- 2012 : Séraphin[24]
- 2011 : Le Grand Numéro[25]

### Acteur

#### Long métrage
- 2021 : Swing Rendez-vous

#### Court métrage
- 2020 : Je me lève du bon pied
- 2012 : Séraphin
- 2011 : Le Grand Numéro

### Producteur

#### Long métrage
- 2021 : Swing Rendez-vous

#### Court métrage
- 2016 : Suicide Express (coproducteur)
- 2011 : Diagonale du vide de Hubert Charuel[26]
- 2010 : Les Murs de Marion Desseigne Ravel[27]
- 2009 : Surgir ! (L'Occident) de Grégoire Letouvet[28]